# Ильин, Юрий Викторович (биолог)
Ю́рий Ви́кторович Ильи́н (род. 21 декабря 1941, Асбест) — советский и российский молекулярный биолог. Академик РАН (с 1992 года). Директор Института биологии гена РАН в 2006—2011 годах. Советник РАН. Профессор. Лауреат Государственной премии СССР.
Специалист в области молекулярной биологии и молекулярной генетики. Имеет около 2000 цитирований своих работ, опубликованных в реферируемых журналах. Индекс Хирша — 26.

## Биография
В 1966 году окончил химический факультет МГУ. После окончания университета работал в Институте молекулярной биологии АН СССР, где с 1984 года заведует лабораторией подвижности генома. В 1989 году присвоено звание профессора. С 2006 по 2011 годы занимал должность директора Института биологии гена РАН.
В 1990 году избран членом-корреспондентом АН СССР, академик РАН c 1992 года.
Член редколлегии журнала «Известия РАН. Серия биологическая» и журнала «Генетика».
Член Академии Европы, академик РАЕН.

## Научные достижения
Научные интересы Ю. В. Ильина лежат в области изучения мобильных элементов генома высших организмов, механизмов их транспозиции, исследование регуляции экспрессии эукариотических генов.
Ю. В. Ильиным в 1976 году было выполнено клонирование нового типа эукариотических генов — мобильных дисперсированных генов. Это были первые открытые подвижные гены у животных. С этим открытием начались исследования мобильных элементов эукариот на молекулярном уровне. В частности, удалось установить сходство мобильных дисперсированных генов с проретровирусами позвоночных. Была также разработана теория о роли мобильных дисперсированных генов в канцерогенезе, мутагенезе и эволюции.
Ю. В. Ильиным было обнаружено существование обратной транскрипции в не инфицированных вирусами клетках. Он также показал, какова их роль в транспозициях мобильных дисперсированных генов. Помимо этого, им было установлено, что наиболее широко представленные в геноме мобильные элементы типа LINE содержат ген, кодирующий обратную транскриптазу. Применив методы генной инженерии, выделил и изучил свойства активного фермента — продукта этого гена.
Ю. В. Ильиным был описан целый ряд регуляторных элементов, взаимодействующих с клеточными белками и отвечающих за контроль уровня экспрессии мобильных генетических элементов. Он создал оригинальные системы, помогшие расшифровать генетические и молекулярные механизмы активации мобильных элементов в клетках животных.
Для генов, транскрибируемых РНК-полимеразой II, Ю. В. Ильиным открыт новый тип регуляции транскрипции, использующий для этого внутренние промоторы. В частности, им были выявлены и охарактеризованы два типа внутренних промоторов. Впоследствии эти типы были обнаружены не только у мобильных элементов, но и у ряда клеточных генов, играющих важную роль в развитии. Было показано, что в случае мобильных элементов локализация всех регуляторных последовательностей внутри элемента делает экспрессию последнего независимой от генома хозяина.
Подготовил 15 кандидатов и 3-х докторов наук, среди его учеников лауреат премии Ленинского комсомола, лауреат Государственной премии РФ.
Опубликовал более 200 научных работ и 1 монографию.

## Основные работы
- Drosophila retrotransposons. Austin; Landes, 1995 (with I. R. Arkhipova, N. V. Lyubomirskaya).

## Награды
- Лауреат Государственной премии СССР (1983).
- Премия Координационного межведомственного совета по приоритетному направлению «Науки о жизни и биотехнология» (1998)
- Главная премия МАИК «Наука» за лучшую публикацию в издаваемых ею журналов (2004)